# Trisha Fernández
Trisha Fernández, all'anagrafe Trisha Fernández de Jesús (Luanda, 19 novembre 1994), è un'attrice, modella e conduttrice televisiva spagnola, nota per aver interpretato il ruolo di Marcia Sampaio nella soap Una vita.

## Biografia
Trisha Fernández è nata il 19 novembre 1994 a Luanda (Angola), suo padre è di origini galiziane, mentre sua madre è di origine angolana. Quest'ultima morì quando Trisha aveva due anni e lei e suo padre si sono trasferiti in Galizia dove è cresciuta tra Filgueira (Crecente) e A Cañiza.

## Carriera
Trisha Fernández dopo aver iniziato a lavorare come modella, nel 2013 ha rappresentato la Galizia nel concorso di bellezza Miss Spagna, oltre che a giocare a pallamano.
Nel 2015 ha fatto la sua prima apparizione sul piccolo schermo nel cortometraggio Ocultos diretto da Carlos Cabero. L'anno successivo, nel 2016, ha recitato nel cortometraggio Aquelarre sempre diretto da Carlos Cabero. Nel 2017 ha interpretato il ruolo di Elena nel cortometraggio Chistes de amor diretto sempre da Carlos Cabrero. L'anno successivo, nel 2018, ha interpretato il ruolo di Ana nel cortometraggio Serás mi novia sempre diretto da Carlos Cabrero.
Nel 2018 ha interpretato il ruolo di Telma nel film Cuando florezca el cerezo diretto da Carlos Cabero. Nello stesso anno ha ricoperto il ruolo di Angustias nel film Bernarda diretto da Emilio Ruiz Barrachina. Sempre nel 2018 ha recitato nella serie Todo por el juego (nel ruolo di Empleada Alquiler de Coches) e nella miniserie Fariña: Cocaine Coast (nel ruolo della Ragazza della piscina).
Nel 2019 ha interpretato il ruolo di Paloma nel film Nunca fuimos ángeles diretto da Carlos Cabero. Nello stesso anno ha interpretato il ruolo di Saundra Wilkins nella miniserie En el corredor de la muerte. Sempre nel 2019 ha partecipato al programma televisivo Telepasión española, in onda su La 1.
Nel 2019 e nel 2020 è entrata a far parte del cast della soap opera in onda su La 1 Una vita, dove ha ricoperto il ruolo di Marcia Sampaio fino alla morte del suo personaggio. Nel 2020 ha interpretato il ruolo di Trish nella serie No muertos. L'anno successivo, nel 2021, ha interpretato il ruolo di Uno nel film Encerrados diretto da Carlos Cabero.
Nel 2021 ha iniziato a presentare il programma televisivo Luar con Xosé Ramón Gayoso. Successivamente ha partecipato ad altri programmi televisivi come Land Rover, Atrápame se podes e Comando G. Nel 2022 ha preso parte al cortometraggio Quién diretto da Carlos Martín. Nello stesso anno ha recitato nel film Delfines de plata diretto da Javier Elorrieta.

## Filmografia

### Cinema
- Cuando florezca el cerezo, regia di Carlos Cabero (2018)
- Bernarda, regia di Emilio Ruiz Barrachina (2018)
- Nunca fuimos ángeles, regia di Carlos Cabero (2019)
- Encerrados, regia di Carlos Cabero (2021)
- Delfines de plata, regia di Javier Elorrieta (2022)

### Televisione
- Todo por el juego – serie TV (2018)
- Fariña: Cocaine Coast – miniserie TV (2018)
- En el corredor de la muerte – miniserie TV (2019)
- Una vita (Acacias 38) – soap opera, 182 episodi (2019-2020)
- No muertos – serie TV (2020)

### Cortometraggi
- Ocultos, regia di Carlos Cabero (2015)
- Aquelarre, regia di Carlos Cabero (2016)
- Chistes de amor, regia di Carlos Cabero (2017)
- Serás mi novia, regia di Carlos Cabero (2018)
- Quién, regia di Carlos Martín (2022)

## Programmi televisivi
- Telepasión española (La 1, 2019)
- Luar (2021)
- Moonlight (2021)
- Land Rover (2021)
- Atrápame se podes (2021)
- Comando G (2021)

## Doppiatrici italiane
Nelle versioni in italiano dei suoi film e delle sue serie TV, Trisha Fernández è stata doppiata da:
- Francesca Perilli[25] in Una vita[26]